# Kurt Lohberger
Kurt Lohberger (né le 2 juin 1914 à Lugau, mort le 29 mai 2008 à Berlin) est un militant communiste allemand,  résistant au nazisme et ensuite militaire est-allemande et président de la Gesellschaft für Sport und Technik (de) (GST).

## Biographie
Fils de mineur, Lohberger effectue un apprentissage de maçon de 1928 à 1930. En 1930, il rejoint la Ligue des jeunes communistes d'Allemagne (KJVD) et le Parti communiste d'Allemagne (KPD). Brièvement emprisonné en 1933, il émigre en Tchécoslovaquie et en Autriche, où il organise le passage illégal des frontières pour les réfugiés et entreprend plusieurs voyages vers le Troisième Reich sous une fausse identité comme coursier du KPD. De 1937 à 1939, Lohberger combat pendant la guerre civile espagnole. Après une formation de sous-officier à Albacete, il sert dans le bataillon Edgar André et le bataillon Thälmann, entre autres en Aragon et sur l'Èbre. En février 1939, il se rend en France, où il est interné à Saint-Cyprien, Gurs et Le Vernet. En 1941, le régime de Vichy l'extrade vers l'Allemagne. Lohberger est emprisonné à Waldheim jusqu'en 1943. Il est recruté dans la 999e division légère Afrika pour une période de probation. En septembre 1944, il réussit à faire défection et à rejoindre l'Armée populaire de libération nationale grecque. Il prend ensuite part comme partisan aux combats en Grèce et en Albanie et participe à la création du Comité antifasciste pour l'Allemagne libre (AKFD) en Grèce. Il émigre en Union soviétique.
En octobre 1945, Lohberger retourne dans la Zone d'occupation soviétique en Allemagne (SBZ) et devint officier de la Volkspolizei au nom du KPD. En tant que conseiller gouvernemental principal, il est initialement adjoint du chef de la police du Land de Brandebourg. De 1946 à juillet 1948, il est secrétaire de district du KPD et du SED à Stollberg, puis jusqu'en 1949 officier politique à la police des frontières du Land de Saxe. De 1949 à 1950, il suit un cours militaire à Privoljsk et travaille ensuite dans l'administration politique de la Kasernierte Volkspolizei. Promu colonel en 1952, il est nommé en 1953 responsable du département politique de l'Administration territoriale du Sud de la KVP. De 1955 à 1956, Lohberger dirige le département politique de l'administration territoriale du Nord du KVP. De 1956 à 1959, il est le premier représentant de la Nationale Volksarmee (NVA) au Haut commandement des Forces armées unies du Pacte de Varsovie. De 1959 à 1960, il est ne formation à l'Académie militaire soviétique. De 1961 à 1963, il est commandant de l'école des officiers politiques de Berlin-Treptow. De 1963 à 1968, il est président du conseil central de la Gesellschaft für Sport und Technik (de) (GST), puis travaille au ministère de la Défense nationale de la RDA. Le 1er mars 1966, Lohberger est nommé major général de réserve. En 1973, il joue un rôle clé dans l'organisation du Xe Festival mondial de la jeunesse et des étudiants.
Lohberger reçoit de nombreuses récompenses d'État, notamment l'Ordre du Mérite patriotique en or (1973), la Bannière du Travail (1964), l'ordre de Scharnhorst (1974) et l'ordre de Karl Marx (1984). À l'automne 2006, il reçoit la Médaille d'honneur des Brigades internationales.
Son urne, comme celle de son épouse Anni (1926-2011), est enterrée au cimetière central de Berlin-Friedrichsfelde, dans le complexe funéraire des victimes du fascisme et des personnes persécutées par le régime nazi.